# Pochazina subsinuata
Pochazina subsinuata är en insektsart som först beskrevs av Stsl 1870.  Pochazina subsinuata ingår i släktet Pochazina och familjen Ricaniidae. Inga underarter finns listade i Catalogue of Life.